# Nai sừng tấm Alaska
Nai sừng tấm Alaska (Danh pháp khoa học: Alces alces gigas) còn được biết đến với tên gọi là Nai sừng tấm lớn là một phân loài của Nai sừng tấm châu Âu, phân bố khoảng từ vùng Alaska đến miền tây Yukon. Loài nai này là một trong những phân loài lớn nhất của nai sừng tấm. Chúng sống rừng phương bắc và rừng rụng lá hỗn hợp trong suốt phần lớn diện tích của Alaska và chiếm nhiều ở miền Tây Yukon.
Như tất cả các loài nai sừng tấm, Nai Alaska thường đơn độc nhưng đôi khi chúng sẽ hình thành những nhóm nhỏ. Thông thường, chúng chỉ tiếp xúc với nhau để phục vụ cho việc giao phối hoặc cạnh tranh giành bạn tình. Trong mùa giao phối, từ mùa thu và mùa đông, Những con nai đực trở nên rất hung hăng và dễ bị tấn công khi giật mình. Theo một thống kê, số lượng nai sừng tấm ở Alaska hiện có khoảng 200,000 cá thể vào năm 2011.

## Phân bố
Nai Alaska sống dao động trong suốt khu vực Alaska, hầu hết các miền ở phương Tây Yukon, Canada. Do phạm vi rộng lớn của chúng con người thường xuyên tiếp xúc với các con nai sừng tấm Alaska. Nai Alaska sống trong những khu rừng bị cô lập, giúp chúng ẩn náu khỏi các kẻ săn mồi như những con sói. Loài này một số lượng lớn khoảng 225.000 cá thể. Để giữ cho dân số của nai Alaska Moose đạt sự cân bằng, chúng thường xuyên bị săn đuổi bởi con người mỗi mùa thu và mùa đông.

## Đặc điểm

### Mô tả
Loài này có kích thước rất lớn, những con đực của Nai Alaska có thể cao trên 2,1 m (7 ft) tính đến vai, và nặng hơn 630 kg (£ 1.386). Gạc có chiều dài trung bình một khoảng 1,8 m (6 ft). Những con cái cao trung bình 1,8 m (6–7 ft) tính đến vai và có thể nặng gần 480 kg (£ 1.056). Kích thước này tương đương với Nai sừng tấm Ireland. Nai Alaska cùng với Nai sừng tấm Chukotka và loài đã tuyệt chủng Nai sừng tấm Ireland là những con nai lớn nhất của mọi thời đại.
Cũng giống như các loài nai sừng tấm khác, Nai sừng tấm Alaska cũng có cái mặt đặc trưng với cái mõm dài ngoằng, nhưng chúng thiếu răng cửa ở hàm trên, nhưng có tám răng cửa sắc gắn trên hàm dưới. Chúng cũng có một lưỡi khá dài, có đôi môi và nướu răng để hỗ trợ trong việc ăn thực vật thân gỗ. Nai sừng tấm Á-Âu có sáu cặp răng lớn, răng hàm phẳng, phía trước có sáu cặp răng trước hàm để nghiền thức ăn. Môi trên của một con nai sừng tấm rất nhạy cảm, để giúp phân biệt giữa măng tươi và cành khô, và môi là có khả năng vơ, nắm thức ăn cho chúng.
Vào mùa hè, nai có thể sử dụng cái môi có khả năng cầm này việc kéo, tước toàn bộ các nhánh lá trong một miếng ăn, hay để kéo cây forbs, như bồ công anh, hoặc thực vật thủy sinh lên bởi các giá thể, rễ của chúng. Chúng được biết đến có thể lặn dưới nước để với ăn được những nguồn thực phẩm dưới đáy hồ, và với cái mõm phức tạp có thể giúp con nai có một phương cách thích hợp để ăn uống ở đó. Nai sừng tấm có khả năng kiếm ăn dưới nước. Như một sự thích nghi để ăn những con vật dưới nước, mũi chúng được trang bị với các miếng đệm béo và cơ bắp mà có thể khóa lỗ mũi khi tiếp xúc với áp lực nước nhằm ngăn nước xâm nhập vào mũi.
Gạc của chúng được bao phủ bằng một lớp phủ lông mềm có tên gọi "nhung". Các mạch máu trong các chất dinh dưỡng vận chuyển lên nhung hươu để hỗ trợ tăng trưởng của cặp sừng. Những con cái sẽ chọn bạn tình dựa trên kích thước của con nai đực và đặc biệt là kích thước của cặp sừng như một sự minh chứng mạnh mẽ cho sự nam tính và khả năng sinh sản của nai đực. Nai sừng tấm đực sử dụng những phần chủ đạo của gạc để cạnh tranh và sẽ chống đỡ hoặc chống lại các đối thủ. Kích thước và tốc độ tăng trưởng của gạc được xác định bởi chế độ ăn uống và tuổi tác tương xứng việc phản ánh sức khỏe của một con nai.
Sau khi giao phối xong, mục đích cơ bản của phát triển gạc coi như đã xong, con đực sẽ vào mùa rụng gạc của chúng để bảo tồn năng lượng cho mùa đông, chúng sẽ rụng gạc để khỏi tốn các chất dinh dưỡng để nuôi những bộ gạc đồ sộ này. Một lớp mới của gạc sau đó sẽ mọc trở lại vào mùa xuân. Những cái sừng sẽ mất 3-5 tháng để phát triển đầy đủ, làm cho chúng là một trong những bộ phận cơ thể động vật phát triển nhanh nhất. Tăng trưởng của nhung hươu được nuôi dưỡng bởi một hệ thống mở rộng của các mạch máu trong bọc da, trong đó có nhiều nang lông mà cung cấp cho nhung. Điều này đòi hỏi một chế độ ăn uống đảm bảo dinh dưỡng cao. Đến tháng, nhung được loại bỏ bằng cách cọ xát và thay đổi màu sắc của các gạc. Những con đực chưa trưởng thành có thể không đổ gạc của chúng cho mùa đông, nhưng giữ chúng cho đến mùa xuân năm sau.

### Chế độ ăn

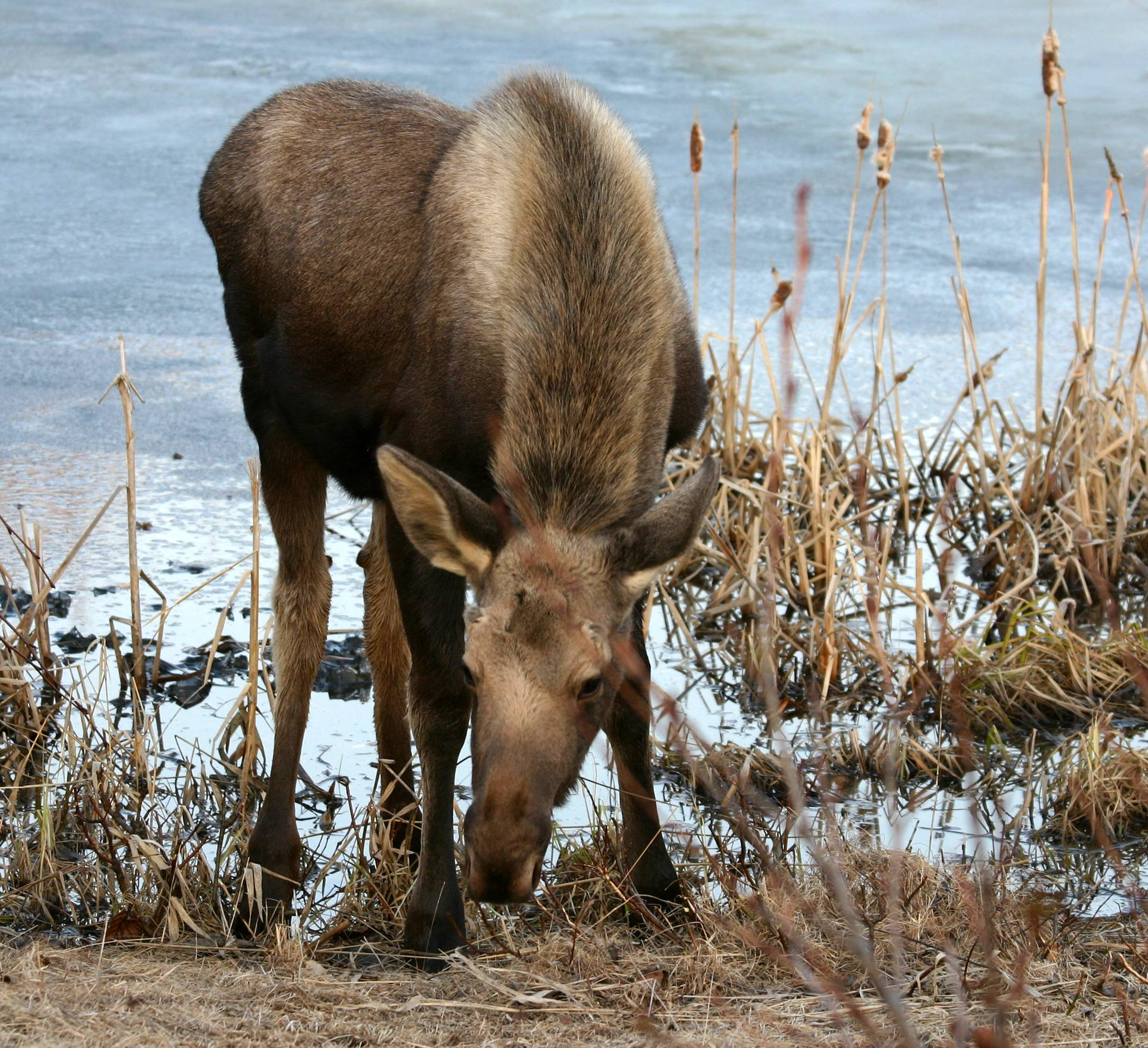
Một con nai đang ăn

Chúng có một chế độ ăn uống tương tự như các loài khác, bao gồm thảm thực vật trên cạn và chồi từ cây như cây liễu và bạch dương, chúng cũng ăn các loài thực vật thủy sinh như hoa loa kèn. Chúng có thể tiêu thụ lên đến 9.770 calo một ngày, tương đương khoảng 32 kg (71 lb) thức ăn. Cũng giống như những loài nai sừng tấm khác, Chúng thiếu răng cửa trên nhưng có tám răng cửa sắc trên hàm dưới nhưng khác với họ hàng của chúng là Nai sừng tấm miền đông, chúng có một cái lưỡi linh hoạt, nướu răng và đôi môi để giúp nhai gỗ và thảm thực vật.
Chúng có một chế độ ăn uống tương tự như các loài khác, bao gồm thảm thực vật trên cạn và chồi từ cây như cây liễu và bạch dương. Một số chủ yếu trong rừng và bìa rừng, chúng ăn cỏ, cây bụi, lá và vỏ cây. Nai có thể tiêu thụ 32 kg thức ăn trong một ngày, chúng cũng ăn các loài thực vật thủy sinh như hoa loa kèn trong mùa xuân và mùa hè. Cũng giống như những loài nai sừng tấm khác, Chúng thiếu răng cửa trên nhưng có tám răng cửa sắc trên hàm dưới. Chế độ ăn uống của một con nai sừng tấm thường phụ thuộc vào vị trí của nó, nhưng chúng có vẻ thích nguồn năng lượng từ cây rụng lá có hàm lượng đường cao, chẳng hạn như bạch dương trắng, dương và phong sọc, trong số rất nhiều loài khác. Nhiều nguồn thực phẩm thủy sản bao gồm hoa loa kèn.
Chúng là một động vật ăn cỏ và có khả năng tiêu thụ nhiều loại thực vật hoặc trái cây. Một con Nai sừng tấm đực trưởng thành trung bình cần phải tiêu thụ 9.770 kcal (40,9 MJ) mỗi ngày để duy trì trọng lượng cơ thể của nó. Phần lớn năng lượng của một con nai sừng tấm có nguồn gốc từ thực vật trên cạn, chủ yếu bao gồm các loại cây forbs và các loại cỏ khác, và măng tươi từ các loại cây như cây liễu và bạch dương. Để với được những cành cây cao, một con nai sừng tấm có thể uốn cong cây nhỏ xuống, sử dụng có khả năng cầm, nắm của môi, miệng hoặc cơ thể của nó. Đối với cây lớn hơn một con nai sừng tấm có thể đứng và đi đứng thẳng trên hai chân sau của nó, cho phép nó để đạt được chiều dài cho tới 4,26 m (14,0 ft) hoặc cao hơn so với mặt đất.
Chúng còn biết lội xuống nước để ăn thực vật thủy sinh. Những loài này cung cấp khá thấp chất natri, và nai sừng tấm thường cần phải tiêu thụ một số lượng đáng kể của thực vật thủy sinh. Dù thấp hơn rất nhiều về năng lượng, những loại thức ăn này lại cung cấp cho nai lượng natri, và còn một nửa phần ăn của chúng thường bao gồm các loại thực vật thủy sinh. Vào mùa đông, con nai sừng tấm thường chạy ra giữa lòng đường, để liếm muối được sử dụng như một lớptuyết. Một con nai sừng tấm điển hình, có trọng lượng 360 kg (794 lb), có thể ăn đến 32 kg (71 lb) thức ăn mỗi ngày.

### Tập tính
Chúng không hình thành liên kết xã hội thành bầy đàn mà sống đơn độc và chỉ tiếp xúc với nhau khi giao phối hoặc để chiến đấu tìn và bảo vệ bạn tình. Trong một cuộc chiến giữa hai con nai đực với nhau, cả hai đều có những rủi ro trong việc gạc của chúng bị khóa lại với nhau. Kết quả là chúng không thoát ra được và cái chết vì đau đớn và vì đói sẽ chờ đợi chúng. Những con cái chủ yếu là chung sống hòa bình với con người trừ khi chúng có những con nai con.
Chúng sẽ tấn công bất cứ điều gì trong lãnh thổ của mình. Như loài nai sừng tấm khác, những con nai đực giao phối tiết ra mùi để thu hút con cái giao phối với hoặc thách thức với con đực khác để giành quyền giao phối hay cảnh cáo những con đực khác trong lãnh thổ của nó. Những con cái đẻ khoảng 1 đến hai con trong một lứa. Sau 10-11 tháng, nai sừng tấm một năm tuổi sẽ bị đuổi ra bởi các bà mẹ của chúng để tự bảo vệ mình. Chúng có mức testosterone cao và sẽ tấn công bất cứ điều gì mà kích động hoặc gây ra sự sợ hãi cho nó. Điều này bao gồm con người, chó sói, những con nai sừng tấm, và gấu. Cuộc đối đầu thường xuyên gây ra với kết quả chết người.
Nai sừng tấm là loài hiền nhưng có thể tấn công người nếu bị kích động hoặc sợ hãi để tạo ra hành xử với sự hung hăng. Xét về số liệu, chúng tấn công người nhiều hơn gấu hay sói cộng lại, nhưng thông thường thì chỉ ra kết quả không như vậy. Khi bị quấy rối hay giật mình bởi những người hoặc trong sự hiện diện của một con chó, con nai có thể phản ứng. Ngoài ra, như với gấu hoặc bất kỳ động vật hoang dã, nai sừng tấm đã trở nên quen dần để được nuôi bởi những người có thể hành động tích cực khi nhận thức ăn.
Trong mùa giao phối vào mùa thu, con nai sừng tấm đực có thể hung hăng với con người vì nồng độ hormone cao dẫn đến sự hăng máu và thất thường trong tính khí. Những con nai cái với bê trẻ sẽ có ý thức bảo vệ và sẽ tấn công con người ai đến quá gần con của chúng, đặc biệt là nếu chúng đến giữa con mẹ và con bê nhưng là đang chia cắt. Không giống như các loài động vật nguy hiểm khác, nai sừng tấm không có tập tính lãnh thổ, và không xem con người như thức ăn, và do đó nó sẽ thường không theo đuổi con người nếu chúng ta chỉ đơn giản là bỏ chạy.
Giống như bất kỳ động vật hoang dã nào, tính khí của nai sừng tấm là không thể đoán trước và phải được tôn trọng một khoảng cách với chúng. Chúng là loài người có khả năng tấn công nếu cảm thấy khó chịu, quấy nhiễu, hoặc nếu "không gian cá nhân" của chúng đã bị xâm phạm. Một con nai sừng tấm đã bị sách nhiễu có thể trút sự tức giận của mình vào bất cứ ai trong vùng lân cận, và chúng thường không thể phân biệt giữa những kẻ hành hạm trêu chọc chúng và người vô tội, người qua đường mà sẽ tấn công tất cả.
Chúng là loài động vật rất dẻo dai với các khớp nối linh hoạt cao và những hoắt móng guốc nhọn, và có khả năng đá từ cả hai phía trước và chân sau. Không giống động vật có vú có móng guốc lớn khác, như ngựa chỉ có thể đá một hướng về phía sau (đá hậu), cặp giò của nai sừng tấm có thể đá ở mọi hướng kể cả sang một bên. Vì vậy, không có mặt nào là an toàn mà từ đó để tiếp cận chúng. Tuy nhiên, nai thường có các dấu hiệu cảnh báo trước khi tấn công, sự biểu thị tính gây hấn của chúng bằng phương tiện của ngôn ngữ cơ thể. Việc duy trì tiếp xúc bằng mắt thường là dấu hiệu đầu tiên của sự gây hấn, trong khi tai thoải mái hoặc một đầu hạ xuống là một dấu hiệu rõ ràng kích động. Nếu các sợi lông trên gáy của con nai sừng tấm và vai dựng đứng lên, một cơn thịnh nộ là thường sắp xảy ra.

## Sinh sản
Nai đực là loài sinh sống đơn độc trong năm và chỉ tiếp xúc với các con khác hoặc khi giao phối hoặc giao đấu để đấu tranh giành quyền sinh sản. Cùng với loài nai sừng tấm khác, chúng có mức testosterone cao và sẽ tấn công bất cứ điều gì mà kích động hoặc gây ra sự sợ hãi cho nó. Điều này bao gồm con người, chó sói, những con nai sừng tấm, và gấu. Cuộc đối đầu thường xuyên gây ra với kết quả chết người.
Giao phối sẽ xảy ra trong tháng Chín và tháng Mười. Các con đực là thực hiện chế độ đa thê và sẽ tìm một số con cái để giao phối với chúng. Trong thời gian này cả hai giới sẽ gọi cho nhau những tiếng kêu gợi tình. Con đực tạo âm thanh rên nặng nề có thể được nghe từ lên đến 500 mét, trong khi con cái giới phát ra âm thanh giống như tiếng than khóc. Những con đực sẽ chiến đấu cho con cái lựa chọn. Chúng hoặc là đánh giá là con nào lớn hơn, với những con nai nhỏ hơn sẽ rút lui, hoặc chúng có thể tham gia vào các trận đánh, thường chỉ liên quan đến các gạc.
Trong một cuộc chiến giữa hai con nai đực với nhau, cả hai đều có những rủi ro trong việc gạc của chúng bị khóa lại với nhau. Kết quả là chúng không thoát ra được và cái chết vì đau đớn và vì đói sẽ chờ đợi chúng. Những con cái chủ yếu là chung sống hòa bình với con người trừ khi chúng có những con nai con. Chúng sẽ tấn công bất cứ điều gì trong lãnh thổ của mình. Như loài nai sừng tấm khác, những con nai đực giao phối cuộc gọi để thu hút con cái giao phối với hoặc thách thức với con đực khác để giành quyền giao phối.
Nai sừng tấm sơ sinh có bộ lông với một màu đỏ tương phản với sự xuất hiện màu nâu của một con nai sừng tấm trưởng thành. Những con còn trẻ sẽ ở lại với mẹ cho đến khi ngay trước khi đứa trẻ tiếp theo được sinh ra. Sau 10-11 tháng, nai sừng tấm một năm tuổi sẽ bị đuổi ra bởi các bà mẹ của chúng để tự bảo vệ mình.

## Thiên địch
Với tầm vóc khổng lồ của mình, một con nai sừng tấm hoàn toàn trưởng thành chỉ có vài kẻ thù không đáng kể ngoại trừ những bầy sói xám (Canis lupus), những kẻ có thể tạo ra một mối đe dọa, đặc biệt là để con cái với việc cắn vào bắp chân. Gấu nâu (Ursus arctos) cũng được biết là săn mồi con nai sừng tấm có kích thước khác nhau và là những kẻ săn mồi duy nhất ngoài con sói đã tấn công Nai sừng tấm ở Bắc Mỹ. Tuy nhiên, gấu nâu có nhiều khả năng để chiếm một cái xác đã bị giết do chó sói hay bắt nai sừng tấm nhỏ hơn là săn nai sừng tấm lớn. Thiên địch chính của nai sừng tấm miền đông chính là chó sói, chó sói là tác nhân kiểm soát số lượng của nai sừng tấm.
Mặc dù trước những con nai sừng tấm to lớn nhưng những con sói đều có thể kiên nhẫn để tìm những điểm yếu của chúng, cuối cùng là bắt được những con mồi cần thiết. Nếu ở những vùng sinh thái không có sói, đàn nai không có sự uy hiếp nào nên sẽ nhanh chóng phát triển mạnh mẽ và chẳng mấy chốc sẽ ăn sạch cỏ trên thảo nguyên và không có thức ăn thì đàn nai, cũng sẽ nhanh chóng bị diệt vong. Ở một số vùng, nai là nguồn thức ăn chính cho sói xám. Nai thường bỏ chạy khi phát hiện con sói. Những con sói thường chạy theo con nai sừng tấm ở khoảng cách 100-400 mét (330 ft 1310), đôi khi ở khoảng cách 2–3 km (1,2-1,9 mi).
Các cuộc tấn công từ chó sói vào nai sừng tấm con có thể kéo dài, mặc dù đôi khi chúng có thể thoái lui trong nhiều ngày trước những con trưởng thành. Đôi khi, con sói sẽ đuổi theo con nai sừng tấm vào suối cạn hoặc trên các con sông đóng băng, nơi chuyển động của chúng bị cản trở rất nhiều. Nai sừng tấm khi sẽ giữ vững vị trí của mình và tự bảo vệ mình bằng cách xua những con sói hay mắng mỏ chúng với móng guốc mạnh mẽ của chúng. Những con sói thường giết con nai sừng tấm bằng các xé rách ở vùng hông và đáy chậu, gây mất máu xối xả. Thỉnh thoảng, một con sói có thể làm bất động một con nai sừng tấm bằng cách cắn vào cái mũi nhạy cảm của nó, nỗi đau từ cú cắn mãnh liệt đến mức có thể làm tê liệt tạm thời toàn thân một con nai sừng tấm. Những con sói chủ yếu nhắm mục tiêu chủ yếu là những con bê và con vật già yếu, nhưng có thể và sẽ là con nai sừng tấm lớn khỏe mạnh khi chúng đủ lực lượng và có cơ hội.
Cuộc đối đầu quyết liệt tranh giành sinh tồn. Người ta đã ghi lại được cảnh tượng một con nai sừng tấm mẹ đơn độc chống lại đàn sói đói để bảo vệ con mới chào đời. Cuộc chiến giữa nai sừng tấm mẹ và bầy sói đói diễn ra trong một vũng nước nhỏ tại vườn quốc gia Denali ở Alaska, Mỹ. Một con nai sừng tấm mẹ chiến đấu với một con sói. Sau khi xua đuổi được con sói, mẹ con nai sừng tấm ngay lập tức bị bao vây trong vũng nước bởi năm con sói đói khác. Đàn sói đói nhanh chóng lao xuống vũng nước tấn công mẹ con nai sừng tấm nhằm mục đích ăn thịt nai con mới chào đời. Nai mẹ đã sử dụng tất cả sức lực có thể để cố gắng chống trả lại những đợt tấn công của bầy sói. Cuộc chiến diễn ra rất ác liệt khi nai sừng tấm mẹ liên tục dùng chân giẫm đạp lên những con sói muốn tấn công con của nó từ khắp mọi phía, khiến nước trong vũng bắn tung tóe và trở nên đục ngầu.
Một con sói định lao xuống nước tấn công nai sừng tấm con, nhưng bị nai mẹ xua đuổi. Ngay sau đó, một đàn năm con sói đói đã xuất hiện bao vây mẹ con nai dưới vũng nước. Nai sừng tấm mẹ đã chống trả quyết liệt trước sự tấn công của chó sói. Nai mẹ dùng chân giẫm lên chó sói làm nước bắn tung tóe. Một con sói bị nai mẹ hất ngã. Tuy nhiên, kỹ năng săn mồi ranh mãnh và sự bền bỉ của bầy sói đã làm nai mẹ dần kiệt sức Khi nai mẹ không còn khả năng chống đỡ, bầy sói đã lao vào tấn công nai con. Nai mẹ bất lực nhìn nai con bị sói giết chết. Tuy nhiên, kỹ năng săn mồi ranh mãnh và sự bền bỉ của bầy sói đã làm nai mẹ dần kiệt sức và không còn khả năng bảo vệ con. Cuối cùng, đàn sói cũng vồ được nai con. Chúng đã lôi con mồi lên bờ và cùng nhau thưởng thức bữa ăn trước sự bất lực của nai sừng tấm mẹ.

## Với con người

### Săn bắn
Nai sừng tấm Alaska bị săn bắt làm thực phẩm và phục vụ cho nhu cầu thể thao giải trí mỗi năm trong mùa thu và mùa đông. Người sử dụng cả hai súng và bẫy để săn nai sừng tấm, nhưng chúng rất khó để bị sập bẫy và bắn hạ, ngay cả với một khẩu súng trường có công suất cao. Con nai Alaska lớn nhất đã bị bắn ở phía tây Yukon trong tháng 9 năm 1897, nó nặng 820 kg (£ 1800), và nó cao đến 233 cm (92 in) tính đến vai.

### Trong văn hóa
Ở Alaska có Lễ hội nhặt phân nai sừng tấm. Lễ hội đặc biệt này diễn ra vào tháng 7 ở Talkeetna, Alaska. Trong lễ hội, phân sẽ được ném xuống các mục tiêu từ máy bay trực thăng hoặc kinh khí cầu. Người tham gia sẽ phải dự đoán xem phân nai sừng tấm rơi xuống đâu. Trước đây, lễ hội chỉ diến ra mỗi năm 1 lần, những từ 2013, lễ hội được tổ chức nhiều dịp trong năm.